# Domobudiwnyk Czernihów
Domobudiwnyk Czernihów (ukr. Футбольний клуб «Домобудівник» Чернігів, Futbolnyj Kłub "Domobudiwnyk" Czernihiw) – ukraiński klub piłkarski z siedzibą w Czernihowie.

## Historia
Chronologia nazw:
- 19??—20??.: Domobudiwnyk Czernihów (ukr. «Домобудівник» Чернігів)

Piłkarska drużyna Domobudiwnyk została założona w mieście Czernihów w XX wieku. Zespół występował w rozgrywkach mistrzostw i Pucharu obwodu czernihowskiego.
W sezonie 1996/97 startował w rozgrywkach Amatorskiego Pucharu, w których w finale pokonał klub Krystał Parchomiwka (1:1, 2:0). W 1997 klub debiutował w rozgrywkach Amatorskiej Lihi, w której zajął trzecie miejsce w 3 grupie. Startował również w Pucharze Ukrainy. W następnym sezonie zajął tylko szóste miejsce w 2 grupie. Potem klub występował w rozgrywkach mistrzostw i Pucharu obwodu czernihowskiego, dopóki nie został rozwiązany.

## Sukcesy
- Puchar Ukrainy:

1/64 finału: 1997/98
- Amatorska liha:

3. miejsce: 1997/98
- Amatorski Puchar Ukrainy:

zdobywca: 1996/97